# Desa Cidamar
Desa Cidamar är en administrativ by i Indonesien.   Den ligger i provinsen Jawa Barat, i den västra delen av landet, 150 km söder om huvudstaden Jakarta.